# Les primaveres i les tardors
Les primaveres i les tardors és una novel·la de Baltasar Porcel, publicada l'any 1986..

## Argument
La nit de Nadal, la família Taltavull es reuneix per compartir un sopar especial. Al voltant de la taula s'entrellacen històries del passat, moments del present i les vivències personals de cadascun dels assistents.

## Premis
Li fou atorgat el premi Sant Jordi (1986), el premi Crexells (1986) i el premi de literatura catalana de la Generalitat (1986).